# 1841 au Bas-Canada
Cet article traite des événements survenus en 1841 au Canada-Est. 

## Événements

### Février
- 10 février : entrée en vigueur de l'Acte d'Union.